# Giorgio Bontempi
Pour les articles homonymes, voir Bontempi.
Giorgio Bontempi (né le 21 octobre 1926 à Côme) est un réalisateur et scénariste italien.

## Filmographie

### Comme réalisateur
- 1968 : Un corps, une nuit (Summit)
- 1974 : Contratto carnale (it)
- 1983 : Notturno

### Comme scénariste
- 1959 : Il raccomandato di ferro de Marcello Baldi
- 1974 : Contratto carnale
- 1979 : Rue du Pied de Grue de Jean-Jacques Grand-Jouan
- 1983 : Notturno